# Chaetophora
Chaetophora ist eine Algen-Gattung aus der Klasse der Chlorophyceae. Sie wurde 1783 von Franz von Paula Schrank beschrieben.

## Beschreibung
Chaetophora bildet makroskopische, halbkugelige bis kugelige, hellgrüne, auf Substraten festsitzende Polster aus stark verzweigten Fäden mit zylindrischen Zellen. Die Zellen besitzen einen wandständigen ring- oder halbringförmigen Chloroplasten mit Pyrenoiden. Von einem kleinen, das Substrat überkriechendem Fadengeflecht gehen aufrechte, in eine in eine feste Gallerte eingebettete Fäden aus. Ihre Enden laufen in glasklare, mehrzellige, feine Haare aus.
Das Wachstum erfolgt durch Zellteilung in einer Zone an der Basis des Fadens.

## Fortpflanzung
Die ungeschlechtliche Vermehrung erfolgt durch große, viergeißelige Zoosporen, die durch eine Pore ins Freie gelangen und neue Fäden bilden.
Die geschlechtliche Fortpflanzung erfolgt durch die Verschmelzung kleiner, zweigeißeliger Geschlechtszellen (Isogamie). Der Ort der Reduktionsteilung ist unklar.

## Verbreitung
Chaetophora lebt festsitzend auf Pflanzenstängeln und Steinen in fließenden, sowohl nährstoffarmen als auch mittelmäßig belasteten, oft kalkhaltigen Gewässern. Stark saure Gewässer werden gemieden.

## Arten (Auswahl)
- Chaetophora elegans
- Chaetophora incrassata
- Chaetophora lobata
- Chaetophora pisiformis
- Chaetophora tuberculosa